# Christoph Keggenhoff
Christoph Keggenhoff (* 1957 in Mainz) ist ein deutscher Kirchenmusiker, Organist und Orgelsachverständiger. 

## Leben
Während seiner Schulzeit am Gymnasium absolvierte er die Ausbildung zum C-Kirchenmusiker am bischöflichen Institut für Kirchenmusik Mainz. Später studierte er das Fach Kirchenmusik an der Johannes-Gutenberg-Universität in Mainz, das er 1985 mit dem A-Examen abschloss. 
Er wirkte als Kirchenmusiker in Bad Godesberg bei Bonn und vertiefte seine künstlerische Ausbildung im Fach Orgelspiel an der Hochschule für Musik und Darstellende Kunst Mannheim. Im Jahr 1991 wurde er Kirchenmusiker am Speyerer Dom und war dort zunächst von 1991 bis 2010 Domkantor. Von 2010 bis 2023 war er neben Markus Eichenlaub zweiter Domorganist am Speyrer Dom. Außerdem leitete er bis zu diesem Zeitpunkt die von ihm gegründete Schola Cantorum Saliensis. 
Von 1998 bis 2013 war er sowohl Dozent als auch stellvertretender Leiter des bischöflichen Kirchenmusikalischen Instituts des Bistums Speyer. Nach einem internen Wechsel war er von 2013 bis 2023 Leiter des Referats für Orgelbau des Bistums Speyer und folgte in dieser Funktion Manfred Degen nach.
Derzeit hat er einen Lehrauftrag für Orgelbau an der Musikhochschule Saarbrücken inne.

## Werk
Keggenhoff engagiert sich im Vorstand der Vereinigung der Orgelsachverständigen Deutschlands (VOD) und publiziert zahlreiche Artikel in Fachzeitschriften und Büchern zu den Themen Orgel und Orgelbau. Zudem gastiert er als Konzertorganist in unterschiedlichen Regionen der Welt, so z. B. in Deutschland, Belgien, Frankreich, der Ukraine und den Vereinigten Staaten. Er hat neun CDs veröffentlicht und sowohl Orgelliteratur als auch Gregorianik aufgenommen.